# 2000年モナコグランプリ
2000年モナコグランプリ (LVIII Grand Prix de Monaco) は、2000年F1世界選手権の第7戦として、2000年6月4日にモンテカルロ市街地コースで開催された。

## 予選

### 展開
予選ではいくつかの驚きがあった。ミハエル・シューマッハが驚異的な速さでポールポジションを獲得し、ヤルノ・トゥルーリが2番手、デビッド・クルサードが3番手、ハインツ＝ハラルド・フレンツェンが4番手、ミカ・ハッキネンが5番手、ルーベンス・バリチェロが6番手となった。

### 結果
| 順位 | No | ドライバー                       | チーム                    | タイム   | 差     |
| ---- | -- | -------------------------------- | ------------------------- | -------- | ------ |
| 1    | 3  | ミハエル・シューマッハ           | フェラーリ                | 1'19.475 | -      |
| 2    | 6  | ヤルノ・トゥルーリ               | ジョーダン-無限ホンダ     | 1'19.746 | +0.271 |
| 3    | 2  | デビッド・クルサード             | マクラーレン-メルセデス   | 1'19.888 | +0.413 |
| 4    | 5  | ハインツ＝ハラルド・フレンツェン | ジョーダン-無限ホンダ     | 1'19.961 | +0.486 |
| 5    | 1  | ミカ・ハッキネン                 | マクラーレン-メルセデス   | 1'20.241 | +0.766 |
| 6    | 4  | ルーベンス・バリチェロ           | フェラーリ                | 1'20.416 | +0.941 |
| 7    | 14 | ジャン・アレジ                   | プロスト-プジョー         | 1'20.494 | +1.019 |
| 8    | 11 | ジャンカルロ・フィジケラ         | ベネトン-プレイライフ     | 1'20.703 | +1.228 |
| 9    | 9  | ラルフ・シューマッハ             | ウィリアムズ-BMW          | 1'20.742 | +1.267 |
| 10   | 7  | エディ・アーバイン               | ジャガー-コスワース       | 1'20.743 | +1.268 |
| 11   | 8  | ジョニー・ハーバート             | ジャガー-コスワース       | 1'20.792 | +1.317 |
| 12   | 12 | アレクサンダー・ヴルツ           | ベネトン-プレイライフ     | 1'20.871 | +1.396 |
| 13   | 17 | ミカ・サロ                       | ザウバー-ペトロナス       | 1'21.561 | +2.086 |
| 14   | 10 | ジェンソン・バトン               | ウィリアムズ-BMW          | 1'21.605 | +2.130 |
| 15   | 19 | ヨス・フェルスタッペン           | アロウズ-スーパーテック   | 1'21.738 | +2.263 |
| 16   | 18 | ペドロ・デ・ラ・ロサ             | アロウズ-スーパーテック   | 1'21.832 | +2.357 |
| 17   | 22 | ジャック・ヴィルヌーヴ           | BAR-ホンダ                | 1'21.848 | +2.373 |
| 18   | 15 | ニック・ハイドフェルド           | プロスト-プジョー         | 1'22.017 | +2.542 |
| 19   | 16 | ペドロ・ディニス                 | ザウバー-ペトロナス       | 1'22.136 | +2.661 |
| 20   | 23 | リカルド・ゾンタ                 | BAR-ホンダ                | 1'22.324 | +2.849 |
| 21   | 20 | マルク・ジェネ                   | ミナルディ-フォンドメタル | 1'23.721 | +4.246 |
| 22   | 21 | ガストン・マッツァカーネ         | ミナルディ-フォンドメタル | 1'23.794 | +4.319 |

## 決勝

### 展開
決勝でシューマッハは好スタートを切り、トゥルーリを従えて有利な立場を保った。クルサードはフレンツェンやハッキネン、バリチェロを従え、3位を走行した。ロウズヘアピンでハッキネンは目覚ましい動きでフレンツェンをかわしたが、その後方の中位集団ではペドロ・デ・ラ・ロサがジェンソン・バトンの外側を大きく回った。そこにはスペースが十分に無く、バトンは停止を強いられた。レースは赤旗が提示された。
再スタートでシューマッハは再びリードを取り、トゥルーリはクルサードからのプレッシャーを受けつつ2位をキープした。フレンツェンはハッキネンを従えて4位をキープしたが、その後方ではバリチェロがスタートに失敗し、ラルフ・シューマッハがジャン・アレジ押しのけて6位に浮上した。フレンツェンはロウズでハッキネンのアタックに抵抗し、トラブル無く走行した。この時点での順位はシューマッハ、トゥルーリ、クルサード、フレンツェン、ハッキネン、ラルフ、アレジ、バリチェロ、ジャンカルロ・フィジケラとジョニー・ハーバートであった。
ジョーダンは予選でのペースを維持することができず、クルサードを従えたままシューマッハが1ラップ当たり1秒ずつ差を広げて先行するのを許してしまう。オーバーテイクはほとんど不可能であり、フレンツェンがハッキネン、ラルフを、ラルフとアレジはバリチェロとフィジケラをブロックすることとなる。そのまま多くの周回を重ね、シューマッハは十分なリードを保ち2番手以降の視界から消えていった。30ラップ目にアレジがトランスミッションのトラブルでリタイアし、バリチェロとフィジケラがアタック可能となった。前方グループではシューマッハが1ラップ当たり1秒の差を付けながら走行し、バリチェロも同様のペースで走行、2台のフェラーリがコース上では最速であった。
続く3ラップでレースは大きく変化することとなる。36ラップ目にハッキネンはフレンツェンの後方で突然減速し、ピットインを強いられる。チームはインスペクションハッチを開いてブレーキペダルを妨げていた何本かの無線ケーブルを取り除いたが、ハッキネンははるか後方に沈むこととなった。37ラップ目にトゥルーリがギアボックストラブルでスローダウンしリタイア、クルサードの障害が取り除かれたが、彼はシューマッハから36秒の差を付けられていた。それでもシューマッハはクルサードをゆっくり引き離していた。その後方では38ラップ目にラルフが壁に衝突、脚に深い裂傷を負った。この時点でのオーダーはシューマッハ、クルサード、フレンツェン、バリチェロ、フィジケラ、エディ・アーバイン、ミカ・サロ、ジャック・ヴィルヌーヴ、ハッキネンとリカルド・ゾンタであった。バリチェロはフレンツェンに再び迫っていたが、15秒の差があり、ハッキネンもヴィルヌーヴに迫っていた。
トップ7の順位に変化は無く、唯一ハッキネンがヴィルヌーヴをパスしサロに迫り始めていた。55ラップ目、レースをリードするシューマッハは39秒のリードを確保していたが、大きく減速した。彼はピットインしたが、ピットでチームは排気管の割れを発見した。シューマッハはリタイアし、クルサードがトップに立つ。チームメイトのハッキネンはサロの5秒後方にあった。61ラップ目に彼は直後に位置していたが追い抜くことはできなかった。バリチェロはフレンツェンに迫り、フレンツェンは71ラップ目にクラッシュ、リタイアした。75ラップ目、依然サロの後方に位置していたハッキネンは6速と7速ギアを失い、サロの追撃が不可能となった。レースはクルサードが制し、バリチェロ、フィジケラ、アーバイン、サロ、そしてようやくゴールラインを超えたハッキネンがポイントを獲得した。

### 結果
| 順位     | No | ドライバー                       | チーム                    | 周回 | タイム             | グリッド | ポイント |
| -------- | -- | -------------------------------- | ------------------------- | ---- | ------------------ | -------- | -------- |
| 1        | 2  | デビッド・クルサード             | マクラーレン-メルセデス   | 78   | 1:49'28.213        | 3        | 10       |
| 2        | 4  | ルーベンス・バリチェロ           | フェラーリ                | 78   | +15.889            | 6        | 6        |
| 3        | 11 | ジャンカルロ・フィジケラ         | ベネトン-プレイライフ     | 78   | +18.522            | 8        | 4        |
| 4        | 7  | エディ・アーバイン               | ジャガー-コスワース       | 78   | +1'05.924          | 10       | 3        |
| 5        | 17 | ミカ・サロ                       | ザウバー-ペトロナス       | 78   | +1'20.775          | 13       | 2        |
| 6        | 1  | ミカ・ハッキネン                 | マクラーレン-メルセデス   | 77   | +1 Lap             | 5        | 1        |
| 7        | 22 | ジャック・ヴィルヌーヴ           | BAR-ホンダ                | 77   | +1 Lap             | 17       |          |
| 8        | 15 | ニック・ハイドフェルド           | プロスト-プジョー         | 77   | +1 Lap             | 18       |          |
| 9        | 8  | ジョニー・ハーバート             | ジャガー-コスワース       | 76   | +2 Laps            | 11       |          |
| 10       | 5  | ハインツ＝ハラルド・フレンツェン | ジョーダン-無限ホンダ     | 70   | スピン             | 4        |          |
| リタイア | 19 | ヨス・フェルスタッペン           | アロウズ-スーパーテック   | 60   | スピン             | 15       |          |
| リタイア | 3  | ミハエル・シューマッハ           | フェラーリ                | 55   | サスペンション     | 1        |          |
| リタイア | 23 | リカルド・ゾンタ                 | BAR-ホンダ                | 48   | スピン             | 20       |          |
| リタイア | 9  | ラルフ・シューマッハ             | ウィリアムズ-BMW          | 37   | スピン             | 9        |          |
| リタイア | 6  | ヤルノ・トゥルーリ               | ジョーダン-無限ホンダ     | 36   | ギアボックス       | 2        |          |
| リタイア | 16 | ペドロ・ディニス                 | ザウバー-ペトロナス       | 30   | スピン             | 19       |          |
| リタイア | 14 | ジャン・アレジ                   | プロスト-プジョー         | 29   | トランスミッション | 7        |          |
| リタイア | 21 | ガストン・マッツァカーネ         | ミナルディ-フォンドメタル | 22   | スピン             | 22       |          |
| リタイア | 20 | マルク・ジェネ                   | ミナルディ-フォンドメタル | 21   | ギアボックス       | 21       |          |
| リタイア | 12 | アレクサンダー・ヴルツ           | ベネトン-プレイライフ     | 18   | スピン             | 12       |          |
| リタイア | 10 | ジェンソン・バトン               | ウィリアムズ-BMW          | 16   | エンジン           | 14       |          |
| リタイア | 18 | ペドロ・デ・ラ・ロサ             | アロウズ-スーパーテック   | 0    | 再スタートせず     | 16       |          |

## 第7戦終了時点でのランキング
| 順位 | ドライバー               | ポイント |
| ---- | ------------------------ | -------- |
| 1    | ミハエル・シューマッハ   | 46       |
| 2    | デビッド・クルサード     | 34       |
| 3    | ミカ・ハッキネン         | 29       |
| 4    | ルーベンス・バリチェロ   | 22       |
| 5    | ジャンカルロ・フィジケラ | 14       |

| 順位 | コンストラクター        | ポイント |
| ---- | ----------------------- | -------- |
| 1    | フェラーリ              | 68       |
| 2    | マクラーレン-メルセデス | 63       |
| 3    | ウィリアムズ-BMW        | 15       |
| 4    | ベネトン-プレイライフ   | 14       |
| 5    | ジョーダン-無限ホンダ   | 9        |

- 注：ドライバー、コンストラクター共にトップ5のみ表示。

## 参照
Classification

“2000 Monaco Grand Prix”. The Official Formula 1 Website. 2007年8月3日閲覧。

“2000 Monaco GP: Classification”. ChicaneF1.com. 2007年8月3日閲覧。
| 前戦 2000年ヨーロッパグランプリ | FIA F1世界選手権 2000年シーズン | 次戦 2000年カナダグランプリ     |
| 前回開催 1999年モナコグランプリ | モナコグランプリ                | 次回開催 2001年モナコグランプリ |